# Cladonia capitellata
Cladonia capitellata är en lavart som först beskrevs av Hook. f. & Taylor, och fick sitt nu gällande namn av Churchill Babington. Cladonia capitellata ingår i släktet Cladonia och familjen Cladoniaceae.

## Underarter
Arten delas in i följande underarter:
- interhiascens
- squamatica